# Cheilitis actinica
Cheilitis actinica of cheilitis solaris is een schilfering van de lippen, ontstaan door chronische zonlichtblootstelling. Het is te beschouwen als een vorm van keratosis actinica, maar dan gelokaliseerd aan de lippen, vooral de onderlip. Hierbij zijn de epitheelcellen zijn door chronische UV-blootstelling beschadigd geraakt, waardoor de cellen afwijkend van vorm zijn en het weefsel niet langer ordelijk wordt opgebouwd. De schilfering is hiervan een uiting. Soms gaat het gepaard met een ontstekingsreactie. Uit cheilits actinica kan een plaveiselcelcarcinoom ontstaan, zodat het als een premaligne aandoening beschouwd wordt. Cheilitis betekent lipontsteking, actinica betekent met betrekking tot straling.
Mogelijke behandelingen zijn:
- Cryotherapie: de afwijkende cellen door bevriezing vernietigen.
- Fotodynamische therapie: de afwijkende cellen worden lichtgevoelig gemaakt, en vervolgens belicht.
- Lipshave: hierbij wordt de huid van de lip geëxcideerd, en van het mondslijmvlies wordt een nieuwe lip gevormd.